# Lit fluidisé

Schéma simplifié d'un réacteur à lit fluidisé.

En physique, dans l'étude de la matière molle, et en génie industriel, un lit fluidisé (ou de lit fluidifié) consiste en un mélange de solides et de fluide, qui permet de donner aux premiers — dits matériaux granulaires — certaines propriétés des seconds.

## Histoire
L'invention du lit fluidisé est attribuée au chimiste allemand Fritz Winkler, qui l'avait appliqué en 1926 à la combustion de charbon réduit en poudre.

## Principe
Typiquement, on peut réaliser un tel dispositif avec du sable. Le principe est d'injecter sous un lit de sable un gaz ou un liquide sous pression. Ce fluide va « soulever » et disperser les grains de sable. 
On observe des propriétés caractéristiques des fluides : ondes, bulles, viscosité... Ces phénomènes peuvent également déstabiliser le lit fluidifié, et le faire « éclater », projetant alors de la matière solide. 
Des variantes injectent un gaz pulsé ou provoquent la vaporisation du liquide dans le réacteur.
Il peut éventuellement être triphasique (c'est-à-dire gaz-liquide-solide.,.

## Utilisations

Symbole normalisé (ISO 10628-2:2012) d'un lit fluididisé pour un schéma tuyauterie et instrumentation.

C'est un principe qui a des applications techniques important en industrie et pour l'incinération de boues résiduaires ou d'autres types de déchets : 
- il permet des catalyses hétérogènes plus efficaces, on parle de « réacteur à lit fluidifié », ou FBR (de l'anglais : fluidized bed reactor) ;
- des combustions plus complètes, on parle de « combustion à lit fluidifié », ou FBC (fluidized bed combustion). Cette propriété est notamment utilisée dans la gazéification ou pyrolyse à lit fluidifié[7], ou le craquage catalytique en lit fluidisé.
- le transport de poudres (farines)
- l'enrobage de poudres [8],[9]
- l'épuration d'effluents industriels (ou non) par exemple pour la déphosphatation[10]
- le séchage de graines[11], de particules, éventuellement en atmosphère contrôlée (par exemple sans oxygène pour éviter l'oxydation)[12]...
- de l'imprégnation [13]
- la chauffage solaire de gaz dans un four à concentration[14]

Le traitement théorique de tels systèmes est en revanche très complexe. En effet, les phénomènes turbulents et l'extrême dépendance du système aux moindres variations rendent très difficile toute approche non-statistique. On ne peut en général pas prédire son comportement mais seulement le décrire. 
Une meilleure compréhension serait très utile pour mieux maitriser les fluctuations, parfois chaotiques, des lits fluidifiés.

Il a notamment été envisagé de stabiliser magnétiquement le lit fluidisé ,